# Крістіан Дальже
Крістіан Дальже (фр. Christian Dalger, 19 грудня 1949, Нім — 1 липня 2023) — французький футболіст, що грав на позиції нападника. По завершенні ігрової кар'єри — тренер.
Виступав, зокрема, за клуб «Монако», з яким став чемпіоном та володарем Кубка Франції, а також національну збірну Франції, у складі якої поїхав на чемпіонат світу 1978 року.

## Клубна кар'єра
У дорослому футболі дебютував 1966 року виступами за команду «Тулон», в якій провів шість сезонів, взявши участь у 131 матчі другого дивізіону Франції.
у листопада 1971 року Дальже перейшов у вищолігове «Монако» на запрошення тренера Жана Люсьяно, з яким до того працював у «Тулоні». Наприкінці того сезону 1971/72 клуб вилетів до другого дивізіону, але в наступному році йому вдалося повернутись до еліти, а Крістіан Дальже забив шістнадцять голів у другому дивізіоні. У 1973 році «Монако» придбав аргентинця Деліо Онніс, і обидва гравці тоді сформували одну з найкращих атак у чемпіонаті Франції, завдяки якій Дальже у сезоні 1977/78 забив 18 голів у чемпіонаті і допоміг своїй команді виграти чемпіонат Франції. У 1980 році атакувальна зв'язка допомогла команді виграти і Кубок Франції, після чого головний тренер Жерар Банід вирішив омолодити команду, через що Дальже і Онніс змушені були покинути склад «монегасків». Всього Крістіан відіграв за команду з Монако вісім з половиною сезонів своєї ігрової кар'єри, забивши 89 голів у 335 іграх в усіх турнірах.
В результаті Дальже повернувся в рідний «Тулон», який тоді виступав у третьому дивізіоні. Крістіану завдяки своїй високій результативності вдалося в перший же сезон вивести у Дивізіон 2, а 1983 року і до вищої ліги Франції. Зігравши там 6 ігор у сезоні 1983/84, Дальже зосередився на тренерській роботі.

## Виступи за збірну
23 березня 1974 року дебютував в офіційних матчах у складі національної збірної Франції в товариській грі проти Румунії (1:0).
У складі збірної був учасником чемпіонату світу 1978 року в Аргентині, на якому зіграв у одному матчі проти Італії (1:2). Цей матч і став останнім для Дальже у формі збірної. Загалом протягом кар'єри у національній команді, яка тривала 5 років, провів у її формі 6 матчів, забивши 2 голи.

## Кар'єра тренера
Розпочав тренерську кар'єру відразу ж по завершенні кар'єри гравця, очоливши тренерський штаб клубу «Тулон». Під його керівництвом клуб дійшов до півфіналу Кубка Франції 1984 року, а наступного сезону фінішував 6-м у чемпіонаті, при цьому команді не вистачило лише одного очка для кваліфікації до Кубку УЄФА. Втім наступний сезон 1985/86 виявився значно гіршим, клуб знаходився в нижній частині турнірної таблиці, і Крістіана Дальже було звільнено після 29 туру.
В подальшому Дальже очолював кілька нижчолігових французьких клубів, а у липні 2002 року став головним тренером збірної Малі, яка щойно посіла четверте місце на Кубку африканських націй. Втім серйозного прогресу африканці під керівництвом Крістіана не показали і він був звільнений у серпні 2003 року.
Надалі працював з кількорма аматорськими французькими клубами, а також алжирським «РШ Куба», а останнім місцем тренерської роботи був клуб «Маріньян», головним тренером команди якого Крістіан Дальже був у 2012—2013 роках.

## Титули і досягнення
- Чемпіон Франції (1):

«Монако»: 1977/78
- Володар Кубка Франції (1):

«Монако»: 1979/80